# Club athlétique des sports généraux (rugby à XV)
Pour le club omnisports, voir Paris Jean-Bouin.
Le Club athlétique des sports généraux, également connu sous son acronyme CASG Paris, est un club français de rugby à XV basé à Paris. En tant que section du club omnisports homonyme, il fusionne en 1995 avec le Stade français Paris.

## Historique

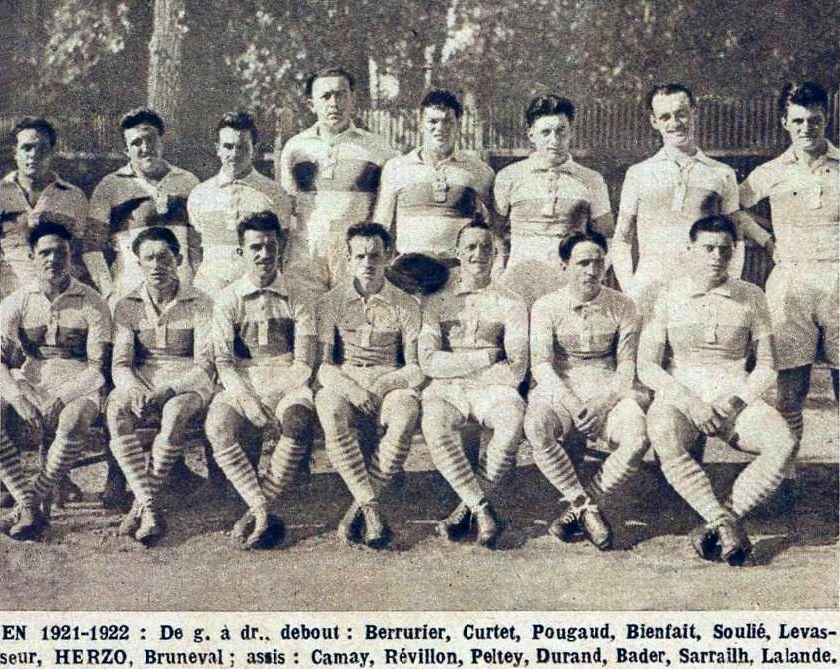
Photo de groupe du CASG pendant la saison 1921-1922.

La section rugby à XV du CASG est l'une des sections existantes dès la création du club omnisports en 1903.
Le club connaît un fort essor à l'issue de la Première Guerre mondiale. Plusieurs de ses joueurs représentent la France dans le cadre des épreuves de rugby des Jeux olympiques de 1920 et de 1924. En club, l'équipe des « banquiers » est notamment composée de Marcel Besson, Gilbert Gérintès, Marcel Loustau, Eugène Soulié et de Raoul Thiercelin.
Dans les années 1930, le club est temporairement désigné en tant que Club athlétique Jean-Bouin.

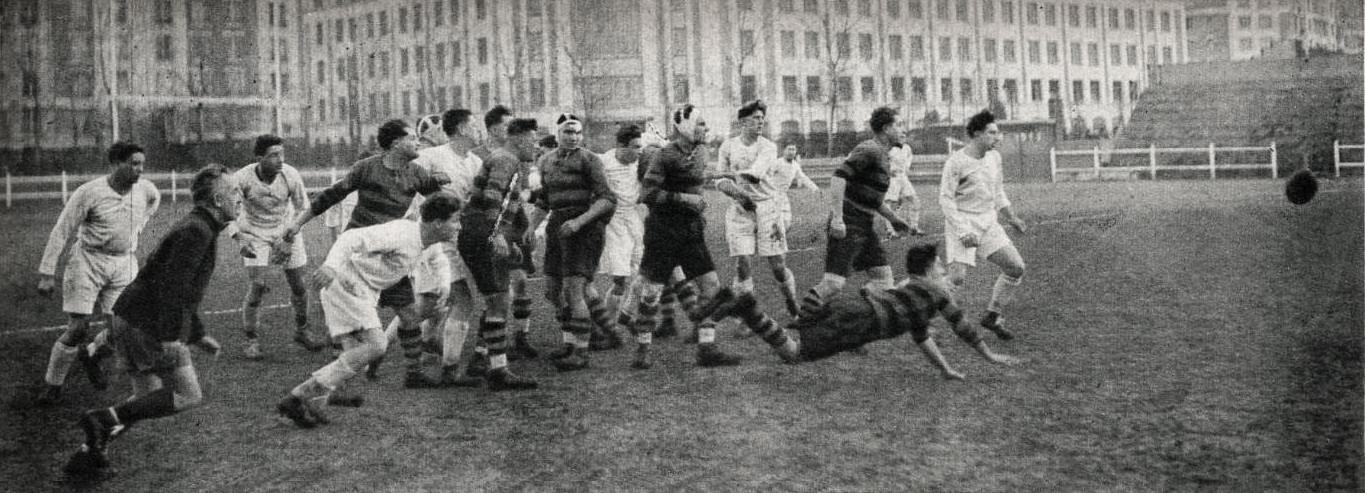
Victoire de Montauban sur le terrain du C.A.S.G. (10-14), en février 1938 au stade Jean-Bouin, relance du demi de mêlée montalbanais (rayé) à ses lignes arrières.

L'équipe participe au championnat de France jusqu'en 1958, année de sa relégation en 2e division. Elle atteint entre autres la finale de la zone Nord en 1943, concédée contre l'Aviron bayonnais sur le score de 33-0 : le CASG manque ainsi de disputer la finale du championnat de France.
Dernier de sa poule en 1949, le CASG est opposé au SC Albi, l'US Romans et le FC Grenoble dans un barrage à 4 pour sauver sa place en première division.
Avec 3 défaites en 3 matchs, les Parisiens redescendent en deuxième division et deviennent champions de France en fin de saison après une victoire sur SC Pamiers 17-6 en finale.
L'équipe partage ses terrains pour la saison 1958-1959 avec le Racing Club de France. De retour en 1re division, le CASG décide de se séparer du club du Racing afin de bénéficier à nouveau en exclusivité de ses propres installations du stade Jean-Bouin. Le club est à nouveau relégué deux saisons plus tard, en 1987.

### Fusion avec le Stade français
Le 15 mai 1995, alors qu'il évolue en groupe B, soit la 2e division nationale, le club se restructure et fusionne avec le Stade français, donnant lieu à la naissance du Stade français CASG.

## Palmarès
- Championnat de France de première division :
  - Finaliste zone Nord (1) : 1943.
- Championnat de France de deuxième division :
  - Champion (1) : 1950.
- Championnat de France de deuxième série :
  - Finaliste (1) : 1914.
- Championnat de Paris :
  - Champion (2) : 1926, 1933[2].

## Les finales du club
Championnat de France de deuxième division
| Date          | Vainqueur  | Finaliste  | Score  | Lieu                               |
| ------------- | ---------- | ---------- | ------ | ---------------------------------- |
| 30 avril 1950 | CASG Paris | SC Pamiers | 17 - 6 | Stade Francis-Rongiéras, Périgueux |